# Schutzpatron. Ein Kluftingerkrimi
Schutzpatron. Ein Kluftingerkrimi ist eine vom Bayerischen Rundfunk produzierte Fernsehkomödie aus dem Jahre 2016. Der Film gehört zur Heimatkrimi-Reihe des BR und ist ein weiterer Fall von Kommissar Kluftinger, der Hauptfigur der Kriminalromanreihe von Volker Klüpfel und Michael Kobr, auf der die Literaturverfilmung auch beruht. Regie führte Lars Montag. Herbert Knaup verkörpert die Hauptfigur.

## Handlung
Vor fast 30 Jahren wurde Kluftinger als junger Polizist Zeuge eines Raubes im Landeskundemuseum. Kurzentschlossen nahm er die Verfolgung auf und konnte den Täter stellen. Doch ehe er sich versah, nahm dieser ihm seine Pistole ab und Kluftinger wurde vor den Augen der eintreffenden Kollegen als Geisel genommen. Der Täter entkam samt Komplizen und Beute. Auch als man später den Täter Rösler für den Raub zur Verantwortung ziehen konnte und er inhaftiert wurde, blieb das Diebesgut jahrzehntelang verschollen. Nun soll die wiedergefundene Monstranz feierlich in die Allgäuer Heimat zurückgebracht werden.
Zuvor hat Kriminalhauptkommissar Kluftinger den Mord an einer alten Frau aufzuklären, die erwürgt wurde. Bei der Besichtigung des alten Sägewerks, wo die Frau wohnte, berichtet der gehbehinderte Ehemann von einer übertriebenen Neugier seiner Frau und dass sie dies möglicherweise das Leben gekostet hat. Auch wenn er, wie er zugibt, seine Frau selbst „so manches Mal gern erwürgt hätte“, sei er dazu rein körperlich kaum in der Lage. Kluftinger findet den Hinweis zu einer bis vor kurzem vermieteten Garage sehr interessant. Leider kann der alte Mann keine Hinweise zu den Mietern geben und auch nicht dazu, was sie in den Räumlichkeiten eingelagert hatten, dazu müssten die Ermittler in den Unterlagen seiner Frau nachsehen. Das gestaltet sich aufgrund des Durcheinanders der Ordner als recht langwierig. Im Präsidium wird Kluftinger auch noch von seinen Kollegen genervt und es ärgert ihn, dass Kollege Maier die Leitung der Sonderkommission „Monstranz“ erhalten hat und nicht er. Zudem kommt er zu der Erkenntnis, dass die Reliquie ein zweites Mal gestohlen werden soll, denn der Mordfall an der alten Frau bringt ihm immer mehr Hinweise in diese Richtung.
Auf der Suche nach den ominösen Mietern der Garage im alten Sägewerk findet Kluftinger einen Verdächtigen, doch als er den Mann befragen will, wird dieser vor seinen Augen absichtlich überfahren. Dennoch gelangt Kluftinger an Unterlagen über die Planung des neuen Raubs. In diesem Zusammenhang fährt er sogar bis nach Wien, wo der damalige Räuber noch immer im Gefängnis sitzt. Ein Gespräch mit dem inzwischen sehr gebrechlichen Rösler deutet auf einen religiösen Hintergrund des Raubes, denn nach Röslers Vorstellungen gehört diese Reliquie nicht hinter Glas, sondern in eine Kirche. Daher würde seiner Überzeugung nach ein neuer Raub nicht verhindert werden können. Er rät Kluftinger dazu, es mit einem Gebet zu versuchen. Das beherzigt der Kommissar und fährt mit seinem Kollegen Maier von Wien zu der Kapelle, wo eine Kopie der Monstranz aufgestellt ist. Dort findet er einen Hinweis auf Röslers Komplizen Albert Mang, den er für den Mörder der alten Frau und den überfahrenen Garagenmieter hält. Um diesen Mann zu finden, lässt Kluftinger Rösler von Wien nach Deutschland bringen. Zudem hofft er, dass er mittels Röslers Hilfe einen erneuten Diebstahl der Monstranz verhindern kann.
Am großen Tag der Rückkehr der Reliquie sind alle hochgradig aufgeregt. Kluftinger postiert Rösler in einem Polizeibus, damit dieser von dort aus Albert Mang identifizieren kann. Rösler gibt den Verantwortlichen den guten Rat, zur Sicherheit die Monstranz gegen eine Kopie auszutauschen. Das tun sie und ahnen nicht, dass sie damit den Diebstahl, wie von Rösler geplant, einleiten, denn so kann er unbemerkt das Original aus dem unbewachten Nebenraum entfernen. Zur allgemeinen Ablenkung hat er einen Lockvogel engagiert, worauf die Polizei auch glatt hereinfällt. Als die Beamten den Schwindel bemerken, ist auch Rösler verschwunden, denn er war bei weitem nicht so gebrechlich, wie er vorgab zu sein. Auf der Suche nach ihm und der Reliquie gelangt Kluftinger zu Mangs Versteck. Die Polizei kann den Ganoven dort mit zwei weiteren Komplizen festnehmen und auch die Monstranz sicherstellen. Rösler allerdings bleibt zunächst verschwunden. Kluftinger findet ihn in der Kapelle, wo er gerade die echte Monstranz aufstellt. Während des ganzen Tumults hat er das Kunstwerk einfach nochmal ausgetauscht und Kluftinger die Kopie finden lassen.

## Produktion und Hintergrund
Die Dreharbeiten zu Schutzpatron. Ein Kluftingerkrimi fanden von Oktober bis Dezember 2015 in Memmingen und der Umgebung statt. Die ehemalige Realschule in der Buxacher Straße diente dabei als Polizeipräsidium.
Die Figur des Kommissar Kluftinger wird als ein liebenswert altmodischer Held wider Willen dargestellt. Er mag weder Größenwahn noch Eitelkeit und liebt seine Heimat. Zu Kluftingers Bekanntenkreis gehört der „G’scheithafa“ Dr. Langhammer, den er häufig trifft und der mit der besten Freundin von Kluftingers Frau Erika verheiratet ist. Trotzdem siezen sich die Männer.

## Rezeption

### Einschaltquote
Die Fernsehpremiere von Schutzpatron. Ein Kluftingerkrimi wurde am 1. Dezember 2016 in Deutschland von insgesamt 3,71 Millionen Zuschauern gesehen und erreichte einen Marktanteil von 11,9 Prozent.

### Kritik
Volker Bergmeister meinte auf tittelbach.tv zu diesem Film, er sei „eine raffinierte“, „intelligent gestrickte“ „Diebesgeschichte“ und „ein Heimatkrimi mit viel Witz und gut dosierter Spannung, der von den schrägen Figuren […] und kleinen, feinen Nebengeschichten lebt.“ Weiter hieß es: „Kluftingers Fällen ist gemeinsam, dass sie eine diebische Spannung haben und die Art, wie der Allgäuer Kommissar die Täter überführt und mit welchen Mitteln er sie dann dingfest macht, einzigartig ist.“
Die Kritiker der Fernsehzeitschrift TV Spielfilm zeigten mit dem Daumen nach oben und befanden: „Deftig und grotesk – das macht echt Laune! Einmal mehr läuft der gebürtige Allgäuer zu schleppend-grantiger Höchstform auf.“ Fazit: „Heimspiel für Knaup – gut verpeilt und retro!“